# نافذ جلال
العقيد المتقاعد نافذ جلال حويزي هو عسكري وسياسي عراقي كردي، ولد في كويسنجق سنة 1921، وتوفي في 10 تموز 1972.
دخل المدرسة الابتدائية في كويسنجق سنة 1929 والمتوسطة سنة 1937، ثم دخل الإعدادية العسكرية في بغداد سنة 1941، والتحق بالكلية العسكرية سنة 1943، وتخرج في 29 حزيران 1946 برتبة ملازم ثانٍ في صنف المدفعية واشترك في دورة مقاومة الدبابات في المملكة المتحدة، فتدرج في الرتب العسكرية إلى أن أصبح مقدما. وقد أدى واجبه العسكري في معسكرات الرشيد والوشاش ببغداد وفي الفرقة الأولى في الديوانية والفرقة الثالثة في جلولاء.
وبعد انقلاب 8 شباط 1963، نقل إلى البصرة ووضع تحت مراقبة الاستخبارات العسكرية، ثم أحيل على التقاعد وتمكن من الخروج من بغداد مع أفراد عائلته بهوية موظف في وزارة الأشغال دبرها له التنظيم السري للحزب الديمقراطي الكردستاني، فلما وصل كويسنجق اتصل بالحركة الكردية، فانضم بصفة ضابط مدفعي في قوات البيشمركة.
عمل نافذ جلال منذ التحاقه بالحركة الكردية إلى إعلان اتفاقية 11 آذار 1970 بكل اخلاص وتفانٍ، فكان عضواً في الوفد المفاوض مع حكومة عبد الرحمن البزاز في عهد رئاسة عبد الرحمن عارف، آلت المفاوضات إلى اتفاقية 29 حزيران 1966.
وبعد وصول حزب البعث إلى الحكم سنة 1968، أرسل مصطفى البارزاني وفدا إلى بغداد في 10 كانون الثاني 1970 مؤلفا من إدريس البارزاني ومسعود البارزاني ومحمود عثمان وسامي عبد الرحمن ونافذ جلال حويزي ونوري شاويس وصالح اليوسفي ومحسن دزه ئي ودارا توفيق، فاتفق الطرفان على نقاط حول القضية الكردية، بما فيها الحكم الذاتي لكردستان العراق.
وعندما وقعت اتفاقية 11 آذار 1970، شكلت لجنة مشتركة عالية المستوى باسم «لجنة السلام» للإشراف على تنفيذ بنودها من السادة : مرتضى سعيد عبد الباقي رئيساً وسعدون غيدان عضواَ ومن الجانب الكردي كل من نافذ جلال وسامي عبد الرحمن ودارا توفيق أعضاء والسيد عزيز شريف عضوا يمثل حركة السلم والتضامن في العراق.
وحسب اتفاقية آذار دخل خمسة وزراء كرد تشكيلة وزارية جديدة شكلها رئيس الجمهورية أحمد حسن البكر وهم:
- نافذ جلال حويزي وزيرا للزراعة
- نوري صديق شاويس وزيرا للأشغال والإسكان.
- إحسان شيرزاد وزيرا للبلديات.
- سامي عبد الرحمن وزيرا لشؤون الشمال.
- صالح اليوسفي وزيرا للدولة

وكان نافذ جلال إلى جانب منصبه الوزاري عضوا فاعلا في لجنة السلام، فأثناء توجهه إلى سنجار عن طريق كركوك – أربيل – الموصل لحل بعض المشاكل في تلك المنطقة في شهر تموز 1972، اصطدمت إحدى السيارات الآتية من أربيل بسيارته الخاصة عند قرية (داره مان) شمال كركوك، فاصيب بجروح بالغة، نقل على إثرها إلى مستشفى كركوك ثم إلى إحدى المستشفيات الخاصة في بغداد ففارق الحياة هناك متأثرا بجراحه البليغة في مساء يوم 10 تموز 1972، فنقل جثمانه إلى مسقط رأسه في كويسنجق ودفن في مقبرة عائلة (آل حويز) يوم 11 تموز 1972 بحضور ممثل عن مصطفى البارزاني.